# Округ Теребовля
Округ Теребовля (нем. Bezirk Trembowla, Трембовельский уезд, пол. Powiat trembowelski, Теребовлянский уезд, укр. Теребовлянський повіт) — административная единица коронной земли Королевства Галиции и Лодомерии в составе Австро-Венгрии, существовавшая в 1867—1918 годах. Административный центр — Теребовля.
Площадь округа в 1879 году составляла 8,3121 квадратных миль (478,28 км2), а население 55 095 человек. Округ насчитывал 44 населённых пунктов, организованные в 44 кадастровых муниципалитета. На территории округа действовало 2 районных суда — в Теребовле и Буданове.
После Первой мировой войны округ вместе со всей Галицией отошёл к Польше.